# 山本高栄
山本 高栄（やまもと たかひで）は、日本の音楽教育者、合唱指揮者。2025年現在、愛知県名古屋市立滝ノ水中学校合唱部顧問。

## 経歴
熊本県熊本市出身。熊本大学教育学部附属中学校、愛知県立芸術大学音楽学部声楽専攻卒業。声楽を佐久間伸一、戸山俊樹に、合唱指揮を三澤洋史、本山秀毅、雨森文也、大谷研二に学ぶ。
大学卒業後、合唱指揮者や舞台などの活動を続けながら、講師として4年間、中学校に勤務。教員採用試験に合格後、2011年から2014年まで児童心理治療施設に勤務。
名古屋市立志賀中学校を経て（2015年度～2022年度）、2023年度より名古屋市立滝ノ水中学校で音楽教諭を務める。
また、名古屋市民コーラスの常任指揮者をはじめ、合唱団ノース・エコー、みよし少年少女合唱団、モーツァルト200合唱団、瀬戸ピース合唱団でも指揮者として活動している。

## 業績
- 志賀中学校時代、NHK全国学校音楽コンクール全国コンクール（中学校の部）にて、2021年度大会に銀賞、2022年度大会に銅賞を受賞。全日本合唱コンクール全国大会（中学混声部門）にて、2019年から2022年まで三大会連続の金賞受賞。（うちコロナの大会中止を含む）2019年大会には岡山市教育委員会賞受賞。
- また、滝ノ水中学校に異動後、2024年度 NHK全国学校音楽コンクール全国コンクールに初出場・銀賞を受賞[9]。志賀中学校時代と合わせ、文部科学大臣賞を二度受賞する。東海北陸代表としては初の功績となる。全日本合唱コンクールでは、赴任して間もなく全国大会へ駒を進め、混声創部２年目にして金賞・さいたま市長賞を受賞。（2024年度)

- 令和3年度名古屋市教育委員会教育長表彰、令和5年度愛知県教育文化奨励賞を受賞[10][11][12]。
- 2025年度ヴォーカルアンサンブルコンテスト地区予選(4/19)にて、男声の部が最優秀賞を獲得しそれと同時に全国大会出場権利も獲得する。

## 人物・エピソード
- 熊本大学教育学部附属中3年の頃、第66回NHK全国学校音楽コンクール（中学校の部）1999年度（平成11年度）大会に出場し、銅賞を受賞[13][14]。また、全日本合唱コンクール（中学混声部門）に出場し、金賞を受賞。

## メディア出演
記事
- 朝日新聞 「熱血教師 枠を越え活躍」、「合唱コンでたどり着いた「金色の朝」悩みと希望を新曲に響かせて」[15]
- 中日新聞 「どうする？中学のクラス合唱」、「この人～合唱の魅力を伝える音楽教諭」、「目耳録」

テレビ
- 日本テレビ「24時間テレビ～アナタが奏でる歌声フェス」（2024年8月31日-9月1日、日本テレビ） - 合唱指導・指揮
- NHK「SONGS」〜緑黄色社会（2024年12月5日・9日、日本放送協会[総合]）

雑誌
- 教育音楽 中学・高校版（2020年2月号）[16]
  - 特集Ⅰ　時短部活攻略法 [巻頭言]「平成」部活動の変遷、「令和」部活動の未来
- 教育音楽 中学・高校版（2020年5月号）
  - 特集 はじめての混声三部合唱 [Chapter４] 混声合唱の導入に向けて ようこそ、中学校へ！ 混声合唱の“とびら”を開こう！
- 教育音楽 中学・高校版（2020年9月号）
  - 特集Ⅰ ウィズコロナの歌唱指導を探る [Part2　実践編]　音楽をあきらめない！教育現場の逡巡を打開するためには
- 教育音楽 中学・高校版（2020年11月号）
  - 特集Ⅰ 校内合唱コンクールをどうするか [座談会] 前向きに考える　横田純子・山崎朋子・山本高栄
- 教育音楽 中学・高校版（2021年3月号）※小学版にも掲載
  - 教音ジャーナル ネットワーク／おすすめの一冊
- 教育音楽 中学・高校版（2021年4月号）
  - 校種別・学年別 わたしの授業設計図 中学校第１学年 混声合唱の「とびら」を開こう～混声合唱入門其の壱～
- 教育音楽 中学・高校版（2021年5月号）
  - 校種別・学年別 わたしの授業設計図 中学校第１学年 この世にたった一つの楽器「声」～混声合唱入門 其の弐～
- 教育音楽 中学・高校版（2021年6月号）
  - 校種別・学年別 わたしの授業設計図 中学校第１学年 情景を感じ取り、曲想の変化を味わおう
- 教育音楽 中学・高校版（2021年7月号）
  - 校種別・学年別 わたしの授業設計図 中学校第１学年「音楽を形づくっている要素」に着目して、聴こう
- 教育音楽 中学・高校版（2021年8月号）
  - 校種別・学年別 わたしの授業設計図 中学校第１学年 実技テストを通して、さまざまな表現を模索、共有し、よりよい演奏を目指そう
- 教育音楽 中学・高校版（2021年9月号）
  - 校種別・学年別 わたしの授業設計図 中学校第１学年 合唱コンクールを演出しよう！～混声合唱の豊かな響きに関心を持ち、ふさわしい表現を工夫しよう～
- 教育音楽 中学・高校版（2021年10月号）
  - 校種別・学年別 わたしの授業設計図 中学校第１学年 続・合唱コンクールを演出しよう！～混声合唱の豊かな響きに関心を持ち、ふさわしい表現を工夫しよう～
- 教育音楽 中学・高校版（2021年11月号）
  - 校種別・学年別 わたしの授業設計図 中学校第１学年 楽器の音色の特徴と表現上の効果との関わりを感じ取ろう
- 教育音楽 中学・高校版（2021年12月号）
  - 校種別・学年別 わたしの授業設計図 中学校第１学年 詩と音楽の関わりを探ろう①～生徒の感性を育む『魔王』の授業～
- 教育音楽 中学・高校版（2022年1月号）
  - 校種別・学年別 わたしの授業設計図 中学校第１学年 詩と音楽との関わりを探ろう②～生徒の感性を育む『魔王』の授業～
- 教育音楽 中学・高校版（2022年2月号）
  - ［座談会］卒業式で一生ものの「歌」を　辻 真紀子・山本高栄・横田純子
- 教育音楽 中学・高校版（2022年3月号）
  - 校種別・学年別 わたしの授業設計図 中学校第１学年 大切な人へ、１年間の感謝を伝えよう～アンサンブルで創るプレゼント～
- 教育音楽 中学・高校版（2022年4月号）
  - 特集Ⅰ新入生の把握と関係づくり［座談会］把握・関係づくりの前に　小田美樹・山本高栄・横田純子
- 教育音楽 中学・高校版（2022年5月号）
  - 連載 わたしの音楽室　⑭　歌があふれる音楽室
- 教育音楽 中学・高校版（2022年7月号）
  - 特集 授業でできる歌声づくり 教育音楽オンラインセミナーから学ぶ、男子の歌声づくり　小田美樹・山本高栄・横田純子
- 教育音楽 中学・高校版（2022年9月号）
  - 特集Ⅰ コロナ禍の合唱コンクールを成功させるために～歩みを止めずに、音楽をデザインしながら～
- 教育音楽 中学・高校版（2023年2月号）
  - 特集Ⅰ [Part3 最高の「卒業合唱」を目指す] 3年生のAn die Musik！ 身も心も豊かに成長する3年間に寄り添った、最後の1カ月
- 教育音楽 中学・高校版（2023年8月号）
  - 特集Ⅰ 校内合唱コンクール大定番曲の指導『マイ バラード』『時の旅人』『信じる』指導のポイント
- 教育音楽 中学・高校版（2024年2月号）
  - 全体合唱指導のお悩みＱ＆Ａ
- 教育音楽 中学・高校版（2024年7月号）※小学版にも掲載
  - 私が教師になった理由（64）山本高栄